# 羅伯特·哈特
羅伯特·哈特（Robert Hurt；1969年6月16日—）是美國的一位政治人物。自2011年開始，他是維吉尼亞州第5選舉區選出的美國眾議院議員。他的黨籍是共和黨。2015年12月23日，哈特宣布他不會尋求連任議員。